# Satoshi Kukino
Satoshi Kukino (japanisch 久木野 聡 Kukino Satoshi; * 16. April 1987 in der Präfektur Miyazaki) ist ein japanischer Fußballspieler.

## Karriere
Kukino erlernte das Fußballspielen in der Schulmannschaft der Nissho Gakuen High School. Seinen ersten Vertrag unterschrieb er 2006 bei Kawasaki Frontale. Der Verein spielte in der höchsten Liga des Landes, der J1 League. 2006, 2008 und 2009 wurde er mit dem Verein Vizemeister der J1 League. Für den Verein absolvierte er 21 Erstligaspiele. 2010 wurde er an den Zweitligisten Yokohama FC ausgeliehen. Für den Verein absolvierte er 15 Ligaspiele. 2011 kehrte er zu Kawasaki Frontale zurück. 2012 wechselte er zum Zweitligisten Tochigi SC. Für den Verein absolvierte er 42 Ligaspiele. 2014 wechselte er zum Drittligisten FC Machida Zelvia. 2015 wurde er mit dem Verein Vizemeister der J3 League und stieg in die J2 League auf. Für den Verein absolvierte er 63 Ligaspiele. Ende 2016 beendete er seine Karriere als Fußballspieler.

## Erfolge
Kawasaki Frontale
- J1 League

Vizemeister: 2006, 2008, 2009
- J.League Cup

Finalist: 2007, 2009